# Ley (Mosela)
Ley é uma comuna francesa na região administrativa de Grande Leste, no departamento de Mosela. Estende-se por uma área de 6,13 km². Em 2010 a comuna tinha 100 habitantes (densidade: 16,3 hab./km²).